# Brave Words
Brave Words è il primo album in studio long playing del gruppo The Chills, pubblicato nel 1987 in Nuova Zelanda e in Europa dalla Flying Nun Records e negli Stati Uniti d'America dalla Homestead Records.

## Tracce
1. Push (1:40)
2. Rain (3:16)
3. Speak For Yourself (1:58)
4. Look For the Good in Others and They'll See the Good in You (3:25)
5. Wet Blanket (2:40)
6. Ghosts (4:20)
7. Dan Destiny and the Silver Dawn (2:19)
8. Night of Chill Blue (2:54)
9. 16 Heart-throbs (3:51)
10. Brave Words (1:32)
11. Dark Carnival (3:30)
12. Creep (3:20)

## Musicisti
- Justin Harwood: basso, chitarra acustica, cori
- Caroline Easther: batteria, cori
- Andrew Todd: tastiere, cori
- Martin Phillipps: vice, chitarra